# Francisco Pedro Manuel Sá
Francisco Pedro Manuel Sá detto Pancho (Las Lomitas, 25 ottobre 1945) è un ex calciatore argentino.

## Carriera
Ha indossato la maglia di tre grandi del calcio argentino, il River Plate, con cui ha disputato solo 2 incontri di campionato, l'Independiente e il Boca Juniors.
Detiene tuttora il record individuale di vittorie nella Coppa Libertadores, con 6 affermazioni in 7 anni, 4 consecutive con l'Independiente (dal 1972 al 1975) e due (edizioni 1977 e 1978) col Boca. Nel 1979 fallisce sul filo di lana il settimo successo venendo il Boca sconfitto nella doppia finale conto l'Olimpia di Asunción.
Ha inoltre disputato 4 edizioni della Coppa Intercontinentale, aggiudicandosene 2 (nel 1973 con l'Independiente e nel 1976 con il Boca), e conquistato 4 titoli nazionali (uno con l'Independiente, 3 col Boca).
Ha disputato con la Nazionale di calcio dell'Argentina il Campionato mondiale di calcio 1974 in Germania Ovest, scendendo in campo in 5 dei 6 incontri disputati dalla Selección (mancando solo nella sfida ormai ininfluente contro la Germania Est).

## Palmarès

### Competizioni nazionali
- Campionato argentino: 4

Independiente: Metropolitano 1971
Boca Juniors: Metropolitano 1976, Nacional 1977, Metropolitano 1981

### Competizioni internazionali
- Coppa Libertadores: 6 (Record)

Independiente: 1972, 1973, 1974, 1975
Boca Juniors: 1977, 1978 
- Coppa Interamericana: 3

1972, 1974, 1975
- Coppa Intercontinentale: 2

Independiente: 1973, 1977